# Juliana Oxenford
María Juliana Oxenford Tuja (Buenos Aires, 28 de diciembre de 1978) es una periodista, presentadora de televisión y locutora de radio argentinoperuana.

## Trayectoria
Es hija del actor argentino Marcelo Oxenford y su primera esposa, la también argentina Liliana Tuja. En sus primeros años vivió en Perú a lado de su madre, mientras se dedicaba a ayudar en un restaurante callejero.
Estudió Ciencias de la Comunicación en la Universidad de San Martín de Porres, donde obtuvo el grado de bachiller. A los dieciocho años empezó a laborar como reportera deportiva en ATV. Hizo reportajes para América Televisión y posteriormente fue contratada para la conducción del bloque de espectáculos de Buenos días, Perú.
En 2004 se inició en el periodismo de investigación y política al trabajar con César Hildebrandt en el programa En la boca del lobo. Condujo su espacio radial Arde Troya en Radio Planeta.
En 2006, se integró como reportera al programa periodístico Día D, emitido por ATV y conducido por Nicolás Lúcar. Condujo el noticiero matutino Primer reporte, de ATV.
Se sumó al grupo de periodistas del nuevo programa de Lúcar, Punto final, por Latina, donde laboró hasta 2011.
Desde 2012 hasta 2016, presentó el programa de entrevistas Al estilo Juliana, por RPP TV, y condujo el espacio de radio Informativo capital por Radio Capital.
En 2017, escribió junto con Matheus Calderón un artículo de investigación para el portal Altavoz sobre el caso Circus Grey. La investigación abordaba las irregularidades de la campaña publicitaria Canción de amor escrita por un asesino, que se inspiró en una carta de un presunto feminicida para obtener siete premios Cannes Lions. Se descubrió que habían utilizado una letra que no había redactado ni compilado una ONG feminista, sino la agencia.
Desde enero de 2017 hasta diciembre de 2019, presentó el programa informativo 90 central, por Latina.
Desde octubre de 2018 hasta noviembre de 2019, condujo el programa Las cosas por su nombre, en Radio Exitosa.
En 2020, se integró a ATV, donde condujo por tres años el programa ATV noticias: Al estilo Juliana. El programa destacó por incorporar comentarios sobre el panorama político peruano y, posteriormente, por cubrir extensamente la crisis política. El programa finalizó en 2023 por discrepancias con el canal de televisión.

### Búnker Periodismo Libre
En 2024, la periodista Oxenford declaró su intención de orientarse hacia las redes sociales y desarrollar estrategias para monetizar sus iniciativas. En abril del mismo año, fundó la plataforma de podcast Búnker Periodismo Libre (estilizada simplemente como BUNKER). Esta plataforma le otorgó mayor independencia editorial, conduciendo a la creación de su programa digital propio. Oxenford atribuyó esta decisión al sentimiento de hartazgo con los medios de comunicación tradicionales. La primera semana de lanzamiento del programa, obtuvo 22 800 suscripciones desde el canal de YouTube.
Una de las primeras revelaciones de Búnker compartidas en los medios fue la filtración de audios en los que Vladimir Cerrón, en presunto estado de ebriedad, le ofrecía a Kelly Portalatino un cargo más relevante en el gobierno de Pedro Castillo. Posteriormente, se reveló que Dina Boluarte mantenía una relación con la familia Olazábal; algunos de cuyos integrantes tienen contratos con el Estado y una de ellas, Ena Ocaña Araníbar, estuvo en el viaje oficial a China.
Desde diciembre de 2024, el pódcast se emite simultáneamente con el canal de YouTube de La República. Durante su alianza con este medio, Oxenford continuó ofreciendo primicias, como las denuncias de acoso en una compañía de bomberos local. En febrero de 2025, el programa cambió de horario después de que Oxenford se uniera a Madi Streaming.

### Otras participaciones
En 2025, participó como panelista en Madi Streaming, un canal digital creado por el comediante El Tobi centrado en el infoentretenimiento. Condujo el pódcast Escuchamos y juzgamos, que abordaba temas de actualidad junto a El Tobi y las jóvenes figuras de internet Queen Ramos y Dafonseka, este último sustituido posteriormente por Katty Villalobos. Ganó popularidad por la entrevista a Phillip Butters, siendo una de las pocas ocasiones en que se produjo una acalorada discusión dentro del streaming peruano. Días después de la entrevista con Butters, anunció que renunciaba al canal debido a diferencias con sus compañeros y al cambio de enfoque hacia la farándula.

## Vida privada
Fue pareja de Álvaro Ugaz, conocido periodista e imagen de CPN Radio.
Años después, Oxenford y su pareja, el publicista Milovan Radovic, se convirtieron en padres en abril de 2013. En diciembre de 2018, Oxenford contrajo matrimonio con Radovic.

## Controversias

### Declaración de persona no grata
En 2018, la Municipalidad Provincial de Leoncio Prado declaró persona no grata a Oxenford por asumir en sus declaraciones que Tingo María es «zona de cocaleros y donde hay muchas personas que también se encargan de resguardar a los narcotraficantes». Esta medida fue apoyadada por el vocalista de La Sociedad Privada, José Luis Arrojo; así como manifestantes y la Cámara de Comercio de la provincia.

### Conspiración de cobertura favorable a Pedro Castillo
Durante las elecciones generales de 2021, se reportaron acusaciones hacia Juliana Oxenford. Presentadores del medio Willax, como Beto Ortiz y Phillip Butters, la vincularon con el candidato Pedro Castillo, en el contexto de una campaña anticomunista. Posteriormente, Vladimir Cerrón, líder de Perú Libre, generó controversia al afirmar públicamente que la periodista había acordado con la cúpula del partido una entrevista favorable a Castillo. Oxenford desmintió dicha acusación debido a la falta de evidencia que la respaldara.

## Carrera
- Búnker (YouTube, desde 2024), fundadora y conductora.
- ATV noticias: Al estilo Juliana (ATV, ene. 2020-oct. 2020 y en. 2021-dic. 2023), conductora.
- 90 central (Latina, 2017-2019), conductora.
- Al estilo Juliana (RPP TV, 2012-2016), conductora.
- Punto final (Latina, 2009-2011), reportera.
- Día D (ATV, 2007-2009), reportera.
- Primer reporte (ATV, 2007-2009), conductora.
- En la boca del lobo (Latina, 2004), reportera.
- Buenos días, Perú (Panamericana, 2001-2003), conductora del bloque de espectáculos.
- Pepsi chart (América, 2001), conductora.